# Viatcheslav Tikhonov
Pour les articles homonymes, voir Tikhonov.
Viatcheslav Vassilievitch Tikhonov (en russe : Вячеслав Васильевич Тихонов), né le 8 février 1928 à Pavlovski Possad et mort le 4 décembre 2009 à Moscou, est un acteur soviétique et russe,.

## Biographie
Viatcheslav (parfois orthographié par francisation Vyacheslav) est le fils de Vassili Romanovitch Tikhonov, mécanicien d'une filature textile, et de son épouse, Valentina Viatcheslavovna, institutrice.
Il a treize ans quand le théâtre d'opérations de la Seconde Guerre mondiale s'ouvre sur le Front de l'Est. Il entre en apprentissage et alors que la guerre bat son plein, travaille comme machiniste à l'usine. Le soir après le travail il va au cinéma. Ses acteurs préférés sont Boris Babotchkine, Nikolaï Tcherkassov, Mikhaïl Jarov, Piotr Aleïnikov. Il rêve secrètement d'une carrière artistique, mais pour ne pas contrarier ses parents s'inscrit en 1944 à l'Université technique de Moscou. Toutefois, l'année suivante il tente de passer le concours d'entrée de l'Institut national de la cinématographie. D'abord recalé, il est finalement accepté dans la classe de Boris Bibikov (ru) et Olga Pyjova dont il sera diplômé en 1950, avec mention. Il intègre la troupe du Théâtre national d'acteur de cinéma où il se démarque dans le rôle d'ourse dans le Miracle ordinaire d'Evgueni Schwarz adapté par Erast Garine en 1956.
Tikhonov fait ses premiers pas au cinéma alors qu'il est encore étudiant, dans la Jeune Garde de Sergueï Guerassimov sorti en 1948, qui est un immense succès. Toutefois, il doit attendre plusieurs années, pour avoir un autre rôle aussi intéressant qu'il obtient finalement dans Cela s'est passé à Penkovo de Stanislav Rostotski, le mélodrame centré sur le triangle amoureux où il incarne le mari infidèle, en 1957. À partir de ce moment, sa carrière prend son essor et l'artiste est fortement sollicité.
Il brille tout particulièrement dans le rôle du prince André Bolkonski dans le premier épisode de l'épopée Guerre et Paix de Serge Bondartchouk (1967). Ce personnage est toutefois chassé de l'inconscient collectif par celui qui est définitivement associé à Tikhonov aux yeux des spectateurs, Max Otto von Stierlitz de son vrai nom Maxim Issaïev, officier soviétique, agent double au cœur du service de renseignements de la SS. Tikhonov apparait sous les traits de von Stierlitz dans les douze épisodes du feuilleton télévisé de Tatiana Lioznova Dix-sept moments de printemps tiré du roman du même titre de Julian Semenov,. Le film devient culte en URSS et donne lieu à une grande distribution de titres honorifiques aux acteurs y ayant participé dont Tikhonov qui est nommé Artiste du peuple de l'URSS en 1974. Il est également récompensé par le prix des frères Vassiliev (1976) et le prix du KGB (1978).
Il inspire Vladimir Poutine et l'incite à se lancer dans une carrière d'agent secret.
L'artiste rejoint les rangs du parti communiste en 1976.
En 1977, sa performance dans Bim chien blanc à l'oreille noire nommé à l'Oscar du meilleur film en langue étrangère lui apporte le prix Lénine.
Dans la seconde partie des années 1970, l'artiste est appelé à narrer le texte d'auteur de la trilogie documentaire Malaïa Zemlia adaptée des mémoires de Léonid Brejnev, alors toujours à la tête du pays. Ce travail lui apporte le Prix national Taras Chevtchenko en 1980.
Après la dislocation de l'URSS, dans le contexte des bouleversements de l'industrie cinématographique avec la mise en avant de l'aspect rentable des films, Tikhonov accepte peu de propositions. Il refuse les rôles qui bousculent ses valeurs morales au nom du succès commercial. Il tourne encore sous la direction de Nikita Mikhalkov, dans le premier volet du Soleil trompeur en 1994. À la télévision, il apparait aux côtés de Mikhaïl Oulianov et de Mikhaïl Boyarski dans le feuilleton La Salle d'attente de Dmitri Astrakhan en 1998. On le voit pour la dernière fois sur le grand écran dans Andersen. Une vie sans amour d'Eldar Riazanov en 2006.
La santé de l'artiste se détériore dans les années 2000. Il subit un premier infarctus du myocarde en 2002 et est hospitalisé à plusieurs reprises. Mort à l'hôpital central de Moscou, le lendemain d'une chirurgie vasculaire, il est commémoré à la Cathédrale du Christ-Sauveur et enterré au cimetière de Novodevitchi le 8 décembre 2009.

## Filmographie
- 1948 : La Jeune Garde (Molodaya gvardiya) de Sergueï Guerassimov : Vladimir Osmoukhine
- 1950 : V mirnye dni
- 1951 : Tarass Chevtchenko
- 1952 : Maximka : lieutenant de vaisseau Gorelov
- 1954 : Ob etom zabyvat nelzya
- 1958 : Ch. P. - Tchrezvytchainoe proisshestvie
- 1958 : Cela s'est passé à Penkovo (Delo bylo v Penkove) : Matveï Morozov
- 1959 : La Soif (Jajda) : lieutenant Oleg Bezborodko
- 1959 : Mayskie zvyozdy : lieutenant Roukavitchkine
- 1960 : L'Aspirant Panine (Мичман Панин) de Mikhail Schweitzer : Vassili Panine
- 1961 : Deux vies (Dve jizni): Sergueï Nachtchokine
- 1962 : Aux sept vents (На семи ветрах) de Stanislav Rostotski : capitaine Souzdalev
- 1963 : La Tragédie optimiste de Samson Samsonov : Alexeï
- 1967 : Pout v 'Satourn' En route vers Saturne
- 1967 : Guerre et Paix : prince André Bolkonski
- 1968 : Nous vivrons jusqu'à lundi (Dojiviom do ponedelnika) de Stanislav Rostotski : Ilya Semyonovitch Melnikov
- 1970 : Le Bonheur conjugal (Semeynoe stchaste) : Nikolaï Kapitonov, le notaire
- 1970 : Karoussel : chef de maison
- 1972 : Tchelovek s drugoy storony : Krymov
- 1972 : Yegor Boulytchov i drougiye : Pavline, prêtre
- 1973 : Dix-sept Moments de printemps (Семнадцать мгновений весны) de Tatiana Lioznova (série télévisée) : Max Otto von Stierlitz (12 épisodes)
- 1974 : Front bez flangov : Mlynskij
- 1974 : Pyotr Martynovich i gody bolshoy zhizni
- 1975 : Povest o chelovecheskom serdtse
- 1975 : Ils ont combattu pour la patrie (Oni srajalis za rodinou) : Nikolaï Streltsov
- 1976 : ...I drugie ofitsialnye litsa
- 1977 : Front za liniey fronta : Mlynskij
- 1977 : Bim chien blanc à l'oreille noire (Belyy Bim - Chyornoe ukho) : Ivan Ivanovitch
- 1978 : Po ulitsam komod vodili... : passager de l'autobus
- 1979 : Písen o stromu a ruzi : Vladimir Kouznetsov
- 1982 : Odnolyuby
- 1982 : Front v tylu vraga
- 1984 : Evropeyskaya istoriya Histoire européenne
- 1986 : Priblizheniye k budushchemu
- 1987 : Apellyatsiya
- 1987 : Nayezdniki : (segment "Teoretik")
- 1987 : Zerkalo dlya geroya
- 1988 : Tuer le dragon de Mark Zakharov : : Charlemagne
- 1989 : Lyubov s privilegiyami : Kochtchemiakine
- 1991 : Prizraki zelyonoy komnaty Les Fantômes de la chambre verte
- 1992 : Besy Les Démons
- 1993 : Nesravnennaya
- 1993 : Kodeks beshchestiya
- 1993 : Provintsialnyy benefis
- 1994 : Bulvarnyy roman Roman de boulevard
- 1994 : Soleil trompeur : Vsevolod
- 1995 : Avantyura
- 1996 : Milyy drug davno zabytykh let...
- 1997 : Notti di paura
- 1998: Composition pour le jour de la victoire (Сочинение ко Дню Победы) de Sergueï Oursouliak :  Margulis
- 2006 : Andersen. Une vie sans amour